# Бутаков, Григорий Иванович (1873)
Григорий Иванович Бутаков (1873—1960) — русский контр-адмирал, командир крейсера «Аврора» в 1914—1916 годах.

## Биография
Родился 21 февраля (5 марта) 1873 года в Афинах в семье контр-адмирала Ивана Ивановича Бутакова и его жены Веры Васильевны (1843–1923), дочери декабриста Василия Львовича Давыдова. Был крещён 21 марта в Посольской церкви при миссии в Афинах; восприемниками были записаны: император Александр II и Королева Эллинов Ольга Константиновна; от купели воспринимали именем Их Величеств родной дядя, капитан-лейтенант (впоследствии контр-адмирал) Владимир Иванович Бутаков и гофмейстерина Греческого Двора Елена Феохари.
В 1891 году поступил в Морской корпус, из которого гардемарином был выпущен в 1893 году и 15 сентября 1894 года произведён в мичманы. Состоял на службе на крейсере «Дмитрий Донской»; 6 декабря 1898 года произведён в капитан-лейтенанты.
В 1904 году окончил Минный офицерский класс. В 1907—1908 годах был заведующим радиотелеграфными станциями Балтийского моря и флаг-интендантом штаба командующего 2-м отрядом минных судов Балтийского моря.
В 1908 году, 7 января был назначен старшим офицером крейсера «Аврора», 13 апреля произведён в капитаны 2-го ранга. С 29 ноября 1910 года командовал яхтой «Нева»; 6 апреля 1914 года произведён в капитаны 1-го ранга.
В июле 1914 года был назначен командиром крейсера «Аврора». За боевые отличия во время Первой мировой войны получил мечи к ордену Св. Анны 2-й степени.
С 5 февраля 1916 года занимал должность управляющего делами в Совещании по морским перевозкам.
После Октябрьской революции был участником Белого движения; в мае 1919 года командовал Средне-Днепровской флотилией и в том же году получил чин контр-адмирала; состоял начальником штаба Морского управления Украинской республики.
С февраля 1921 года был председателем Союза морских офицеров в Константинополе. Вскоре эмигрировал во Францию. В 1932 году был членом Кают-компании в Париже.
После начала Второй мировой войны уехал в США; в 1944 году был избран почётным членом общества бывших русских морских офицеров в Америке.
Встречаются упоминания, что он дослужился до адмиральского звания во французском флоте, однако подтверждения по официальным данным этому на найдено.
Умер в Каннах 20 мая 1960 года.

## Награды
Среди прочих наград имел ордена:
- Орден Святого Станислава 3-й степени (18.04.1899).
- Орден Святой Анны 3-й степени (14.04.1902).
- Орден Святого Станислава 2-й степени (1906).
- Орден Святой Анны 2-й степени (6.12.1911; мечи к ордену — 29.04.1915).

## Семья
Был женат на дочери В. Д. Гротгуса, Вере Васильевне. Их дети:
- Мстислав (14.09.1901—1948)
- Владимир (19.02.1905—?)
- Михаил (02.02.1907—?)
- Василий (08.04.1911—?)

Вскоре после рождения младшего сына она развелась с мужем, и 27 января 1912 года вышла замуж за костромского дворянина Дмитрия Ивановича Бутакова (1870—1925). Примечательно, что он был крёстным отцом последнего сына Веры Васильевны от первого брака, Василия.